# Solanum sandwicense
Solanum sandwicense är en potatisväxtart som beskrevs av William Jackson Hooker och George Arnott Walker Arnott. Solanum sandwicense ingår i släktet skattor som ingår i familjen potatisväxter. Inga underarter finns listade i Catalogue of Life.